# علی آشتیانی‌پور

علی آشتیانی پور (زاده ۱۳۳۹) اولین فعالیت حرفه‌ای سینمایی خود را در حوزه هنری سازمان تبلیغات اسلامی در سال ۱۳۶۵ آغاز نمود از آن تاریخ تاکنون با فعالیت‌های صنفی در امر مدیریت تولید و تهیه‌کننده‌گی، کارگردانی، توزیع و نمایش و داوری در تمامی عرصه‌های هنر صنعت سینما حضوری چشمگیر و مؤثر داشته‌است.

## سوابق
- بازرس و عضو شورای مرکزی اتحادیه تهیه‌کنندگان سینمای ایران
- از اعضای مؤسس و عضو شورای مرکزی کانون تهیه‌کنندگان سینمای ایران
- عضو هیئت رئیسه شورای عالی تهیه‌کنندگان سینمای ایران از بدو تأسیس تاکنون
- مدیرعامل مؤسسه پخش فیلم آفرین از بدو تأسیس تاکنون
- رئیس هیئت مدیره شرکت تولید و توزیع سینمایی گل فیلم
- مدیر بخش آرای مردمی در دورهای ۳۴٬۳۵٬۳۶٬۳۷ جشنواره فیلم فجر

## فیلم‌شناسی

### تهیه‌کننده
- هوک - 1401
- نیوکاسل - ۱۳۹۷
- من عاشق سپیده صبح‌ام - ۱۳۹۱
- بیداری رؤیاها - ۱۳۸۸
- نقاب - ۱۳۸۳
- دختری به نام تندر - ۱۳۷۹
- کوسه‌ها - ۱۳۷۳ (مشترک با حمیدرضا آشتیانی پور)
- شعله‌های خشم - ۱۳۷۲ (مشترکا با حمیدرضا آشتیانی پور)

### سرمایه‌گذار
- چشم و گوش بسته - 1397
- نیوکاسل - ۱۳۹۷
- نقاب - ۱۳۸۳
- دختری به نام تندر - ۱۳۷۹
- ترور - 1376
- سفر پر ماجرا - 1374
- عاشقانه - 1374
- کوسه‌ها - ۱۳۷۳

### سریال
- در جستجوی آرامش - ۱۳۹۶

### مدیر تولید
- سنتوری - ۱۳۸۵
- مهمان مامان - ۱۳۸۲
- دختری به نام تندر - ۱۳۷۹
- کوسه‌ها - ۱۳۷۳
- شعله‌های خشم - ۱۳۷۲

### مستند
- وافعیات ناب - ۱۳۹۱